# Église Saint-Thomas-d'Aquin de Paris
Pour les articles homonymes, voir Église Saint-Thomas-d'Aquin.
L’église Saint-Thomas-d’Aquin est une église située dans le 7e arrondissement de Paris, place Saint-Thomas-d’Aquin, entre la rue du Bac et le boulevard Saint-Germain. Avant 1790, elle faisait partie du couvent des Jacobins de la rue Saint-Dominique. Elle prend son nom actuel en 1802 quand elle devient église paroissiale.

## Histoire
En 1632, est entreprise la construction d'une chapelle pour l'Ordre des Prêcheurs à l'angle de la rue du Bac et du chemin des vaches. Le monastère Saint-Thomas-d’Aquin est créé par Françoise de Saliné, fille du seigneur d’Argombat (ou d'Argoumbat), née à Beaumont-de-Lomagne en 1604 ; son nom en religion fut Françoise des Séraphins.
La construction de l’église actuelle, commence en 1682 sur les plans de l’architecte Pierre Bullet. L’église est consacrée en 1683, sous le nom d’église Saint-Dominique par Mgr François Harlay de Champvallon. En 1722, commence la construction du chœur des religieux, aujourd’hui chapelle Saint-Louis. Puis une dizaine d'années plus tard, de 1735 à 1739, est entreprise la construction du noviciat des dominicains. Les dominicains français sont aussi appelés jacobins, parce que leur première couvent est le couvent des Jacobins de la rue Saint-Jacques.

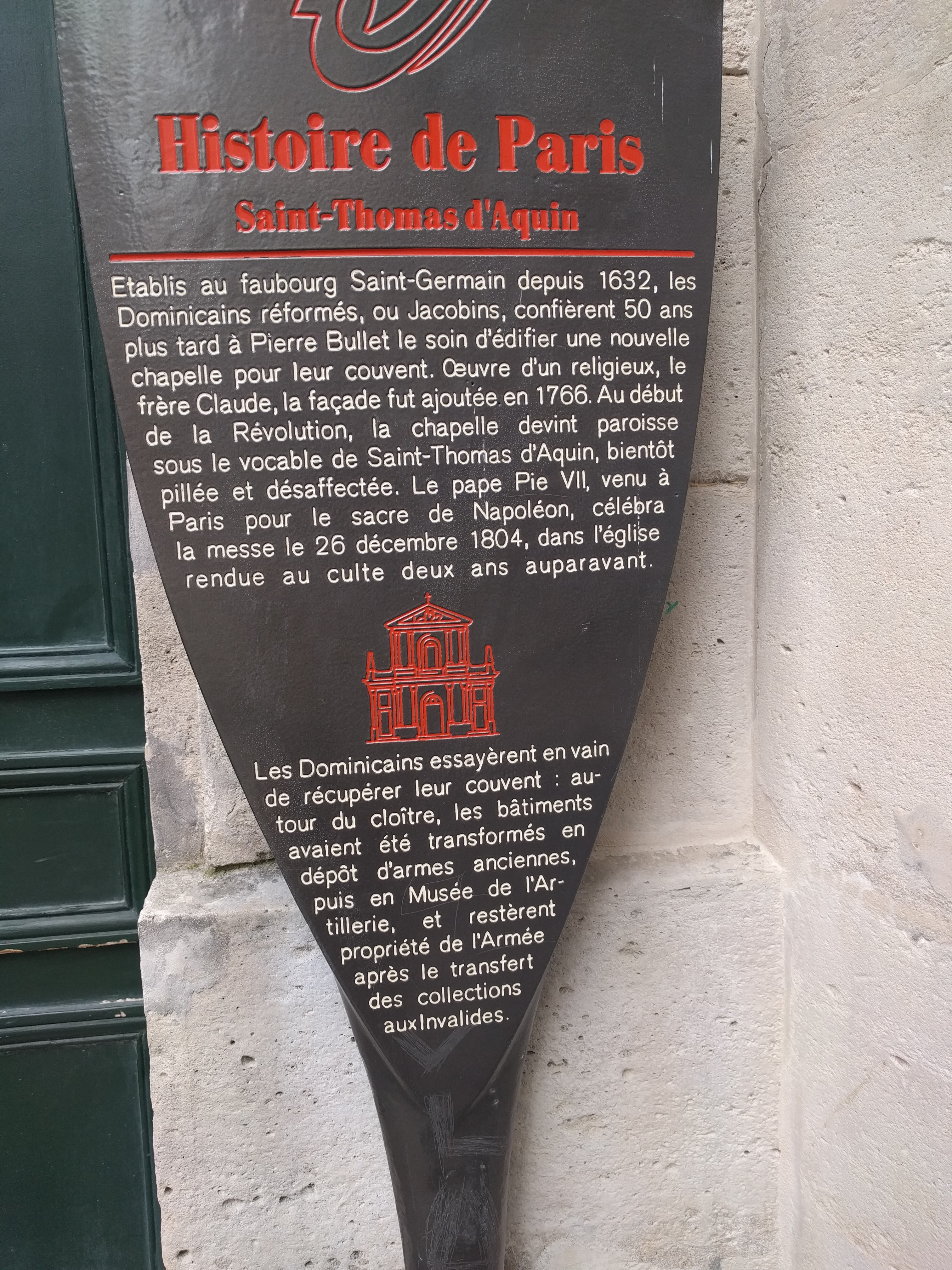
Panneau Histoire de Paris.
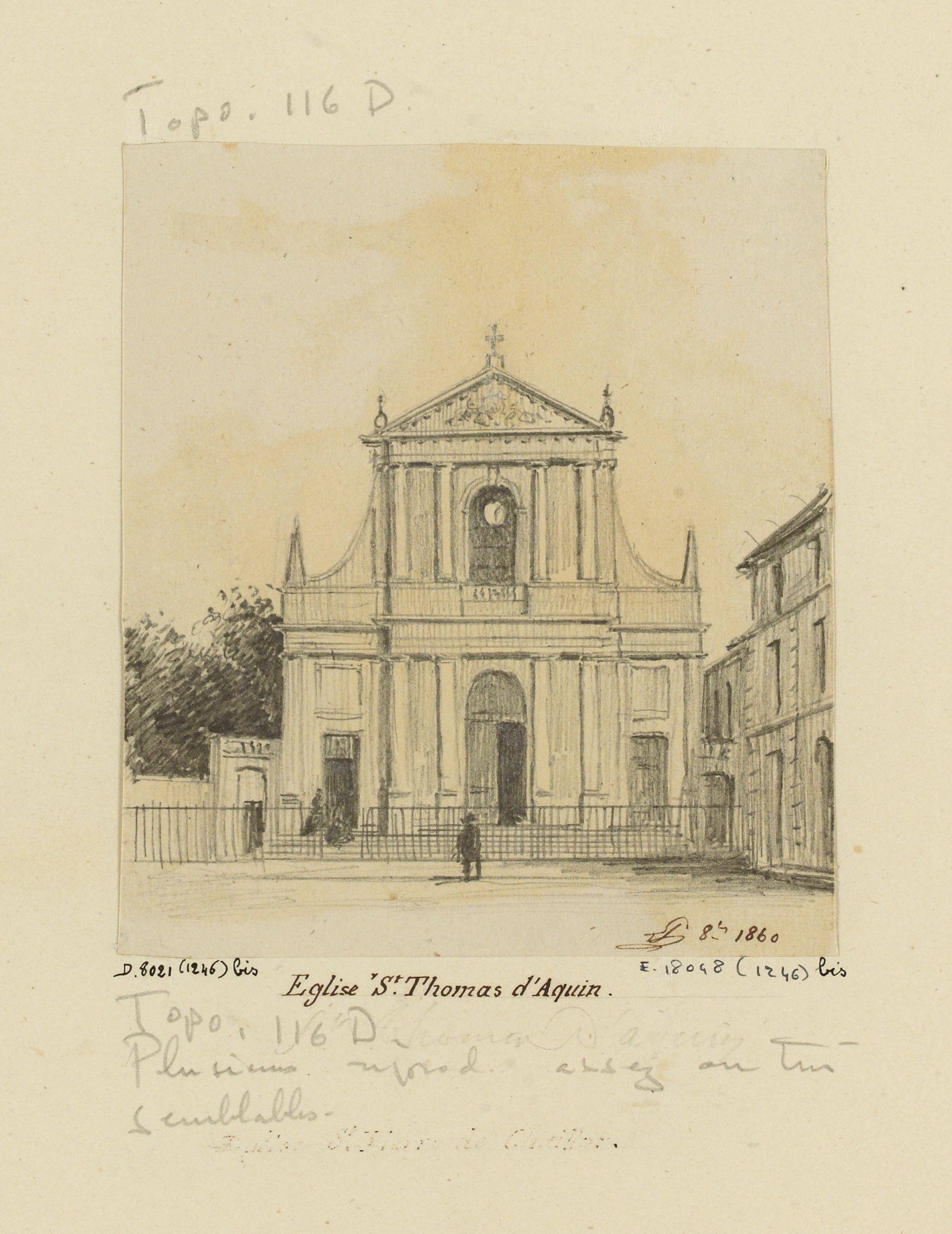
L'église en 1860, dessin de Léon Leymonnerye (1803-1879).

### La Révolution
L’église du couvent est érigée en paroisse en 1791, et placée sous le patronage de Thomas d’Aquin. Mais dans le contexte de déchristianisation qui régnait alors en 1793, les religieux sont expulsés. L’église devient en 1797 un temple de la Raison dédié à la paix qui est concédé aux « Théophilanthropes », puis au Club des jacobins. L’église est rendue au culte catholique en 1802,  à la suite du Concordat.

### XIXesiècle
Le pape Pie VII célèbre la messe dans l’église Saint-Thomas-d’Aquin, le 26 décembre 1804.

## Description architecturale

Extérieur
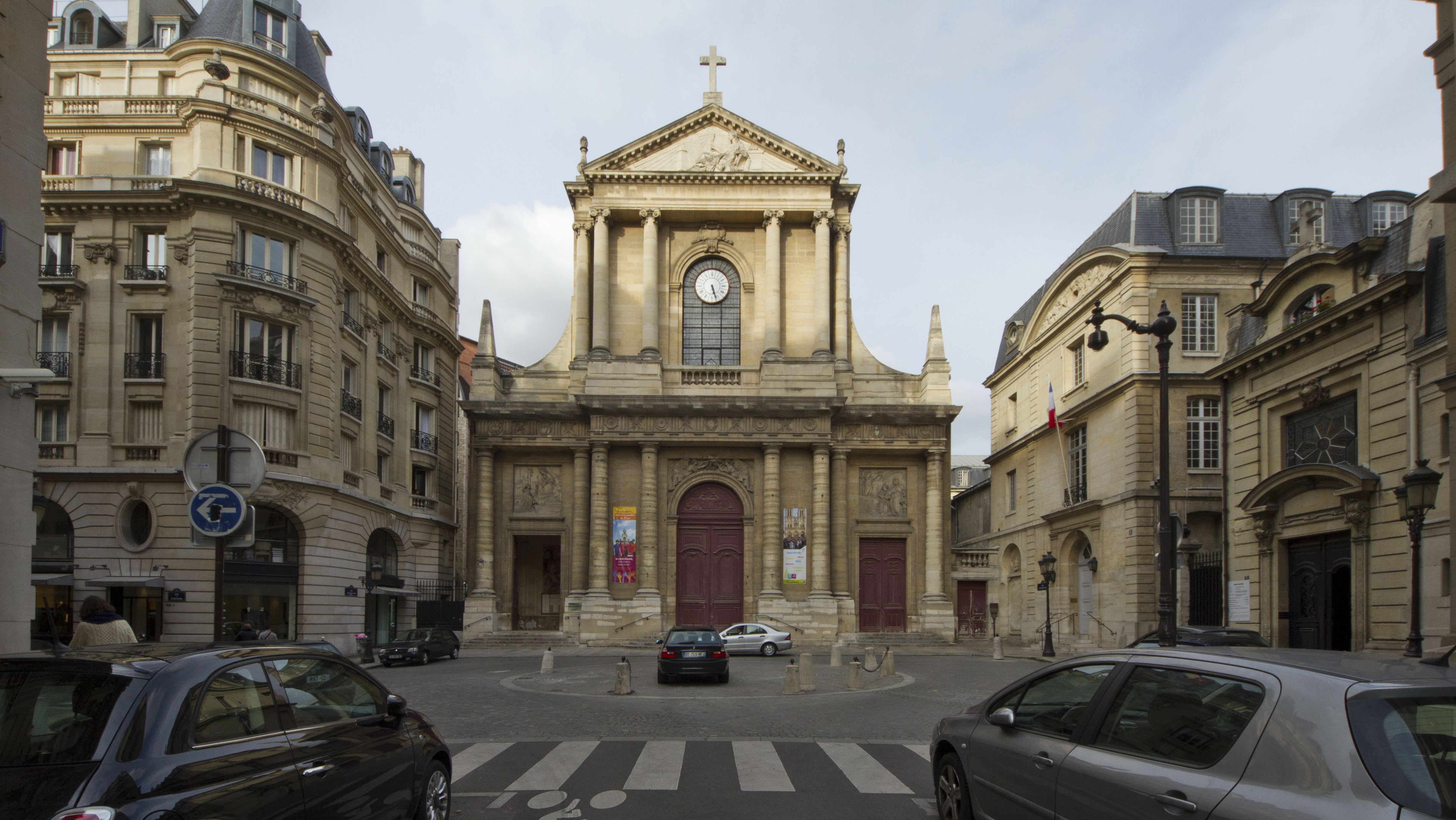
Place et église Saint-Thomas-d'Aquin.
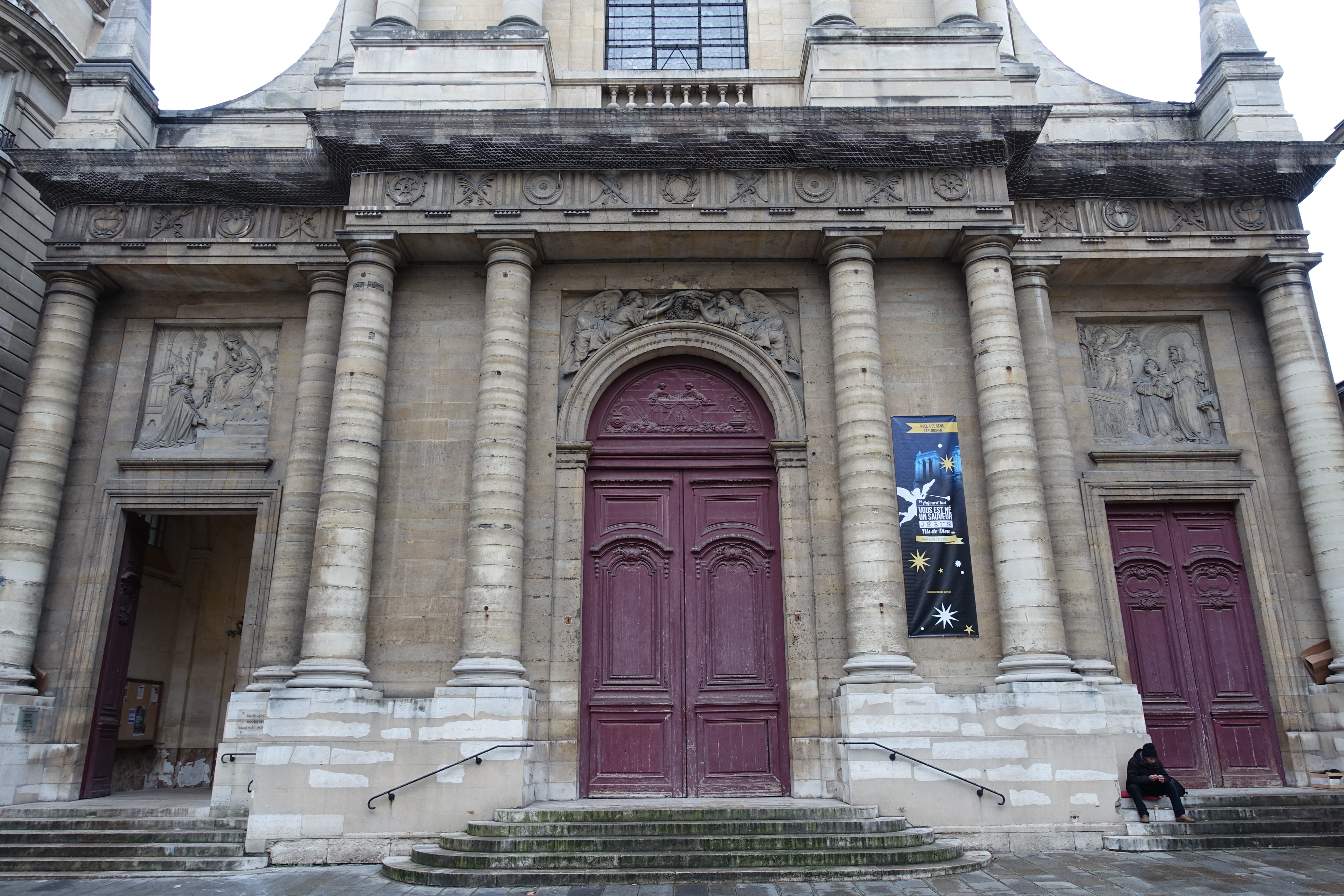
Portes et bas-reliefs de la façade.
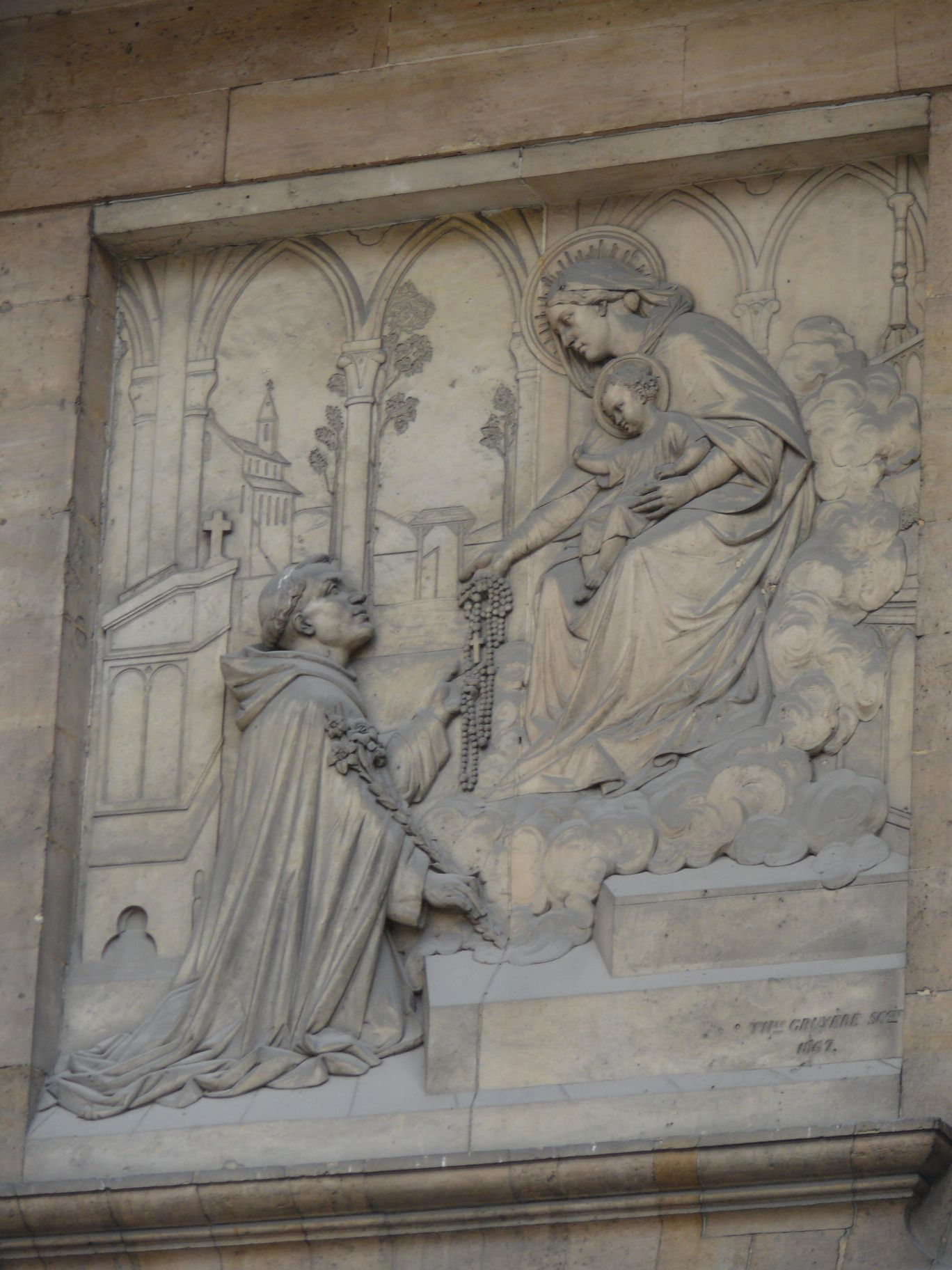
La Vierge remettant le Rosaire à saint Dominique.

Intérieur
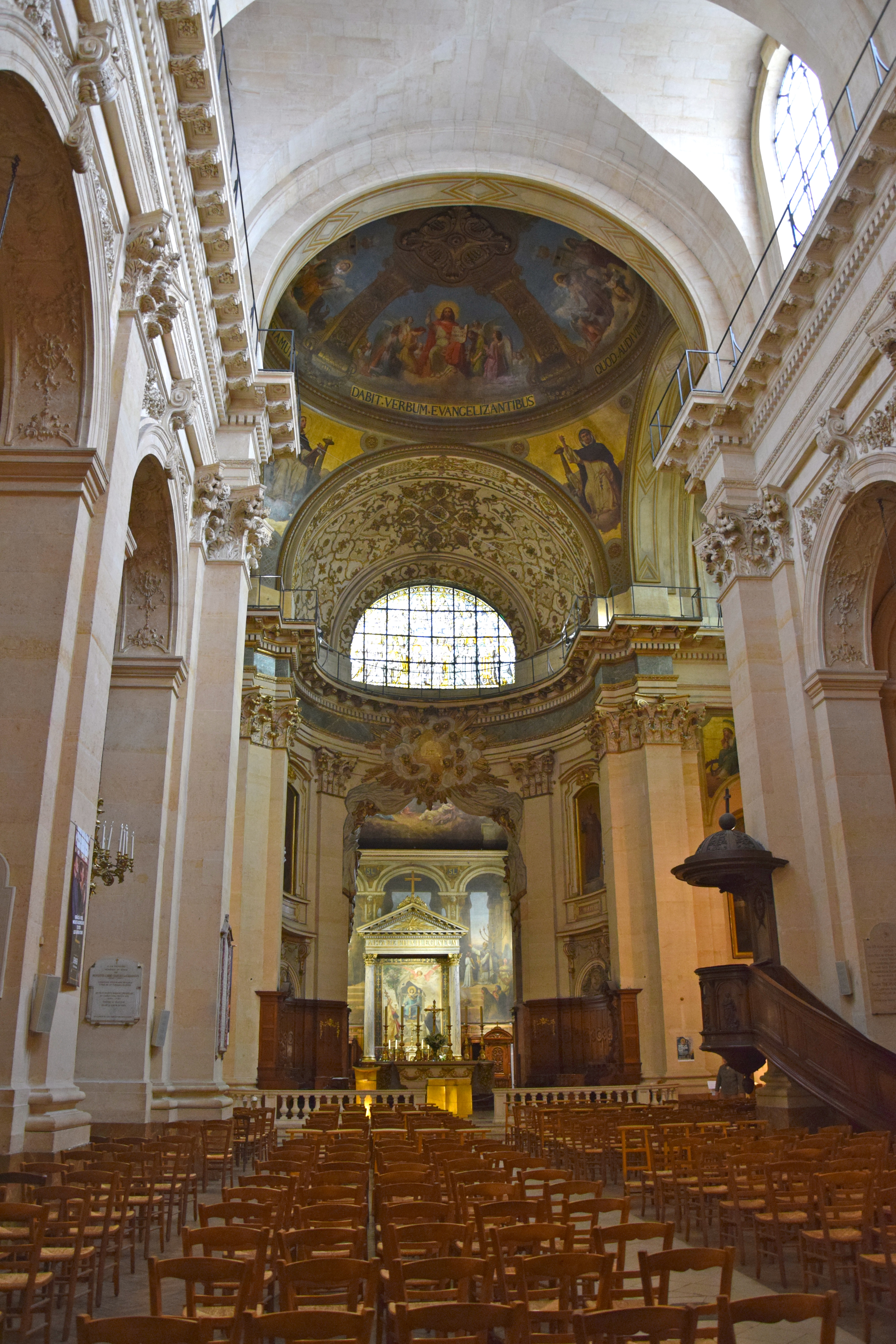
Nef vers le chœur.
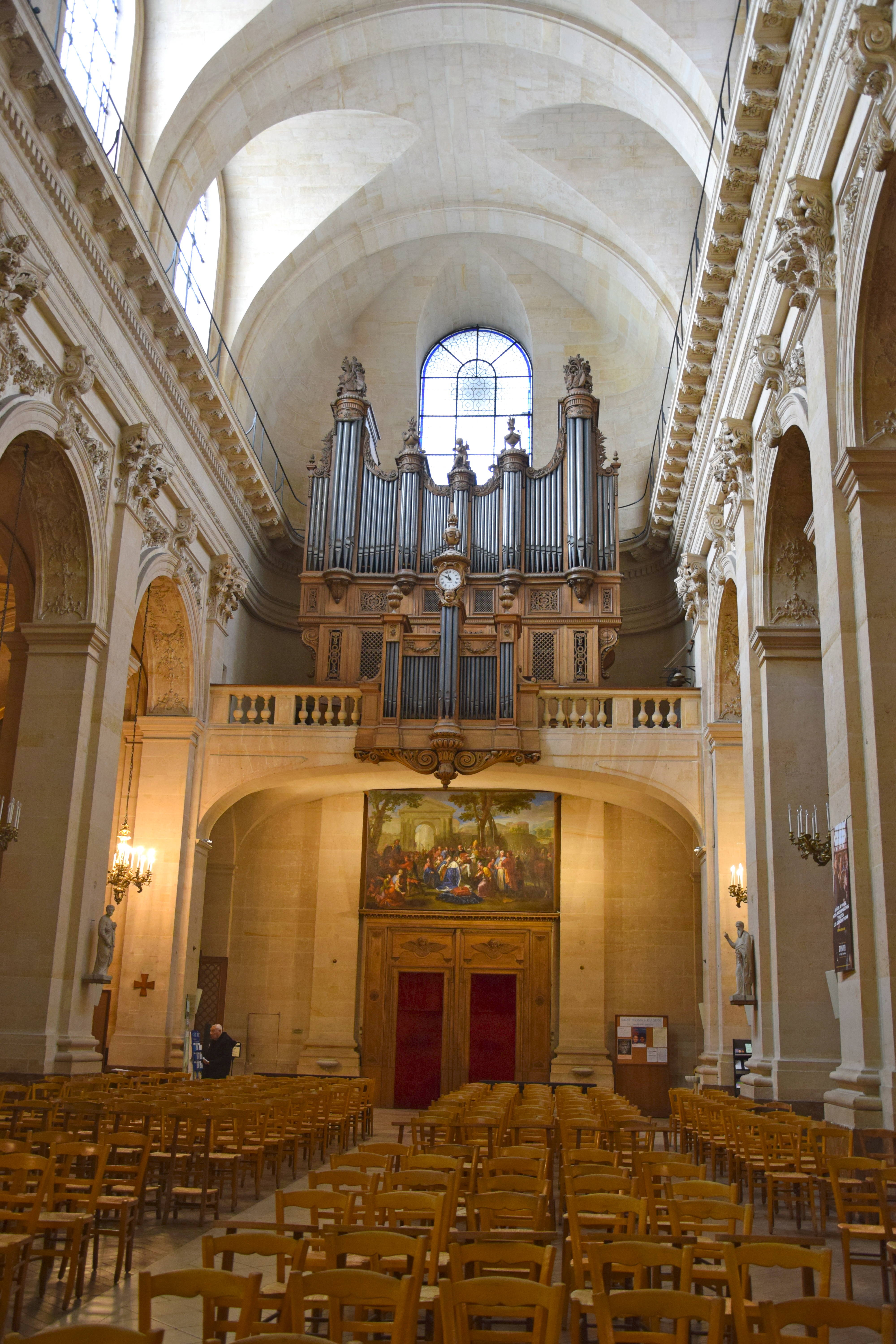
Nef vers la tribune et l'orgue.
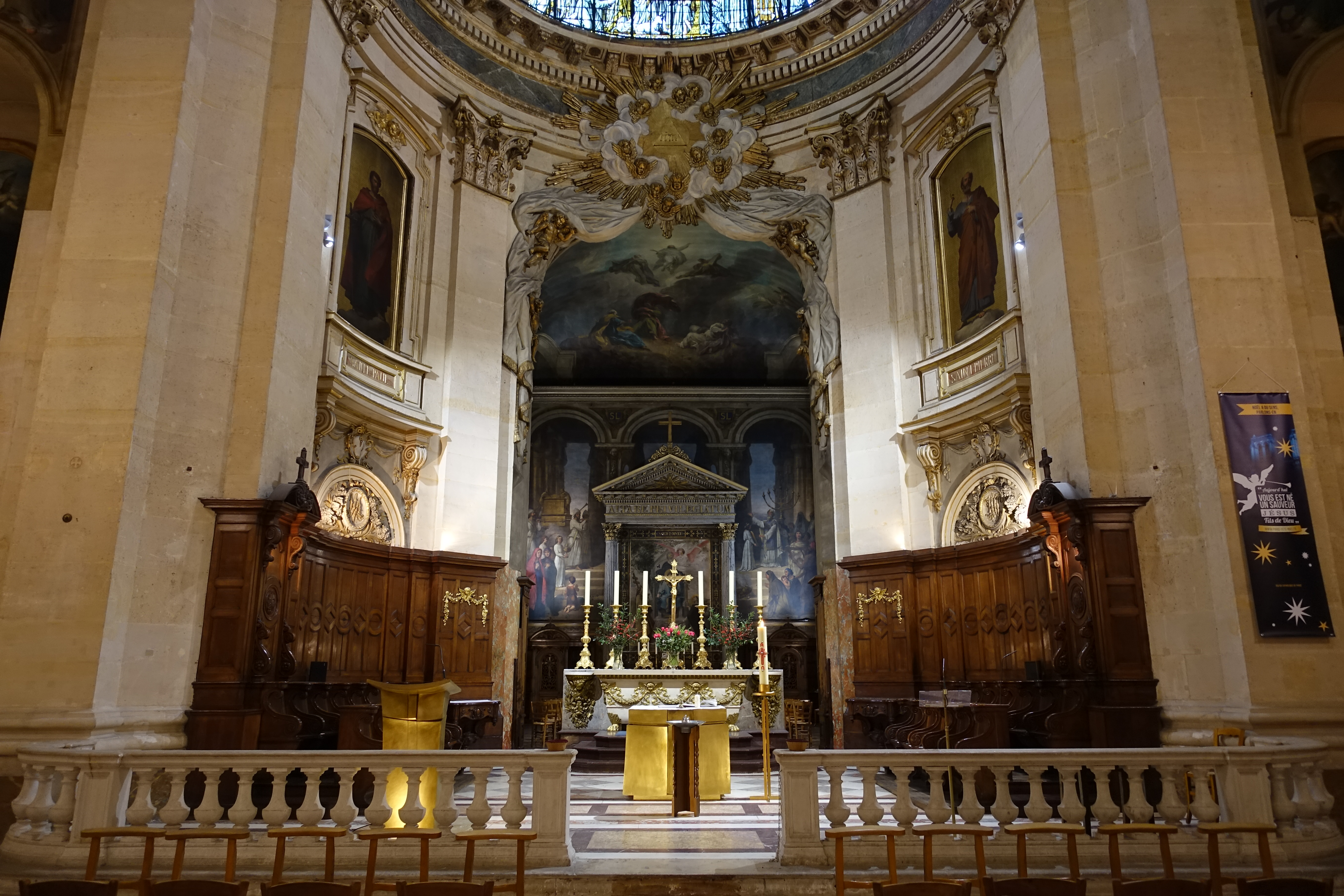
Autel du chœur.
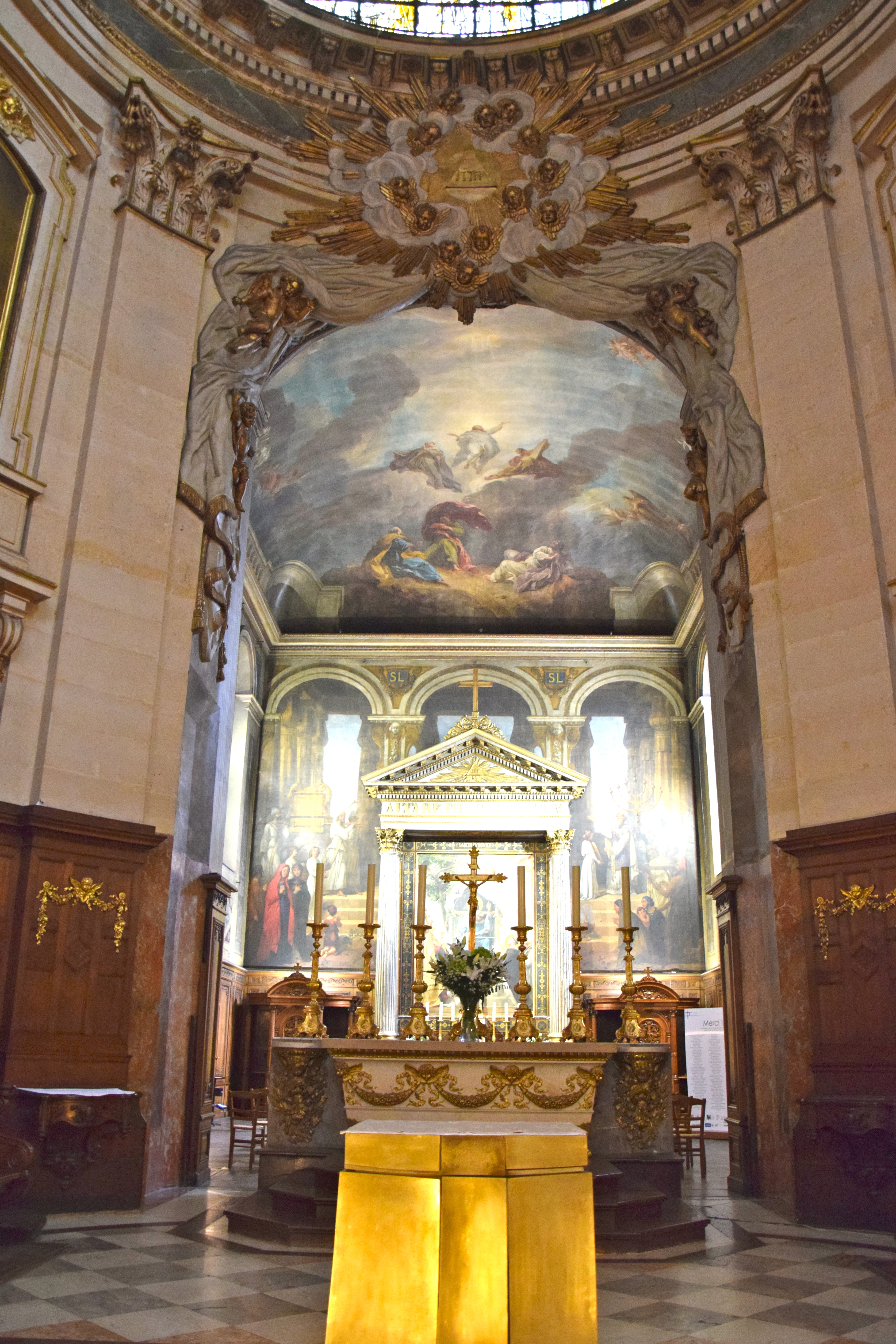
L'autel avec la chapelle axiale Saint-Louis.
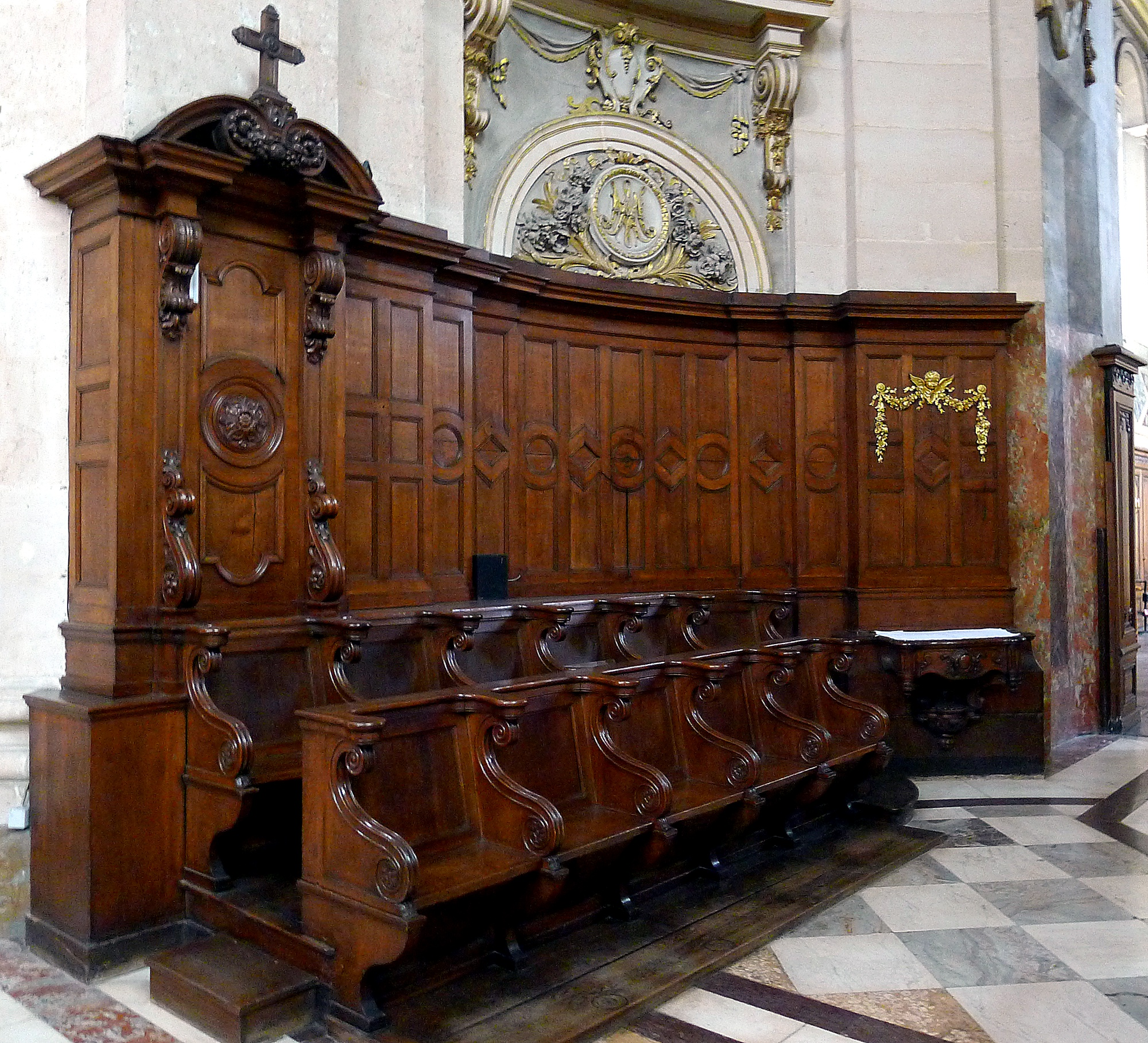
Banc d'œuvre du chœur.
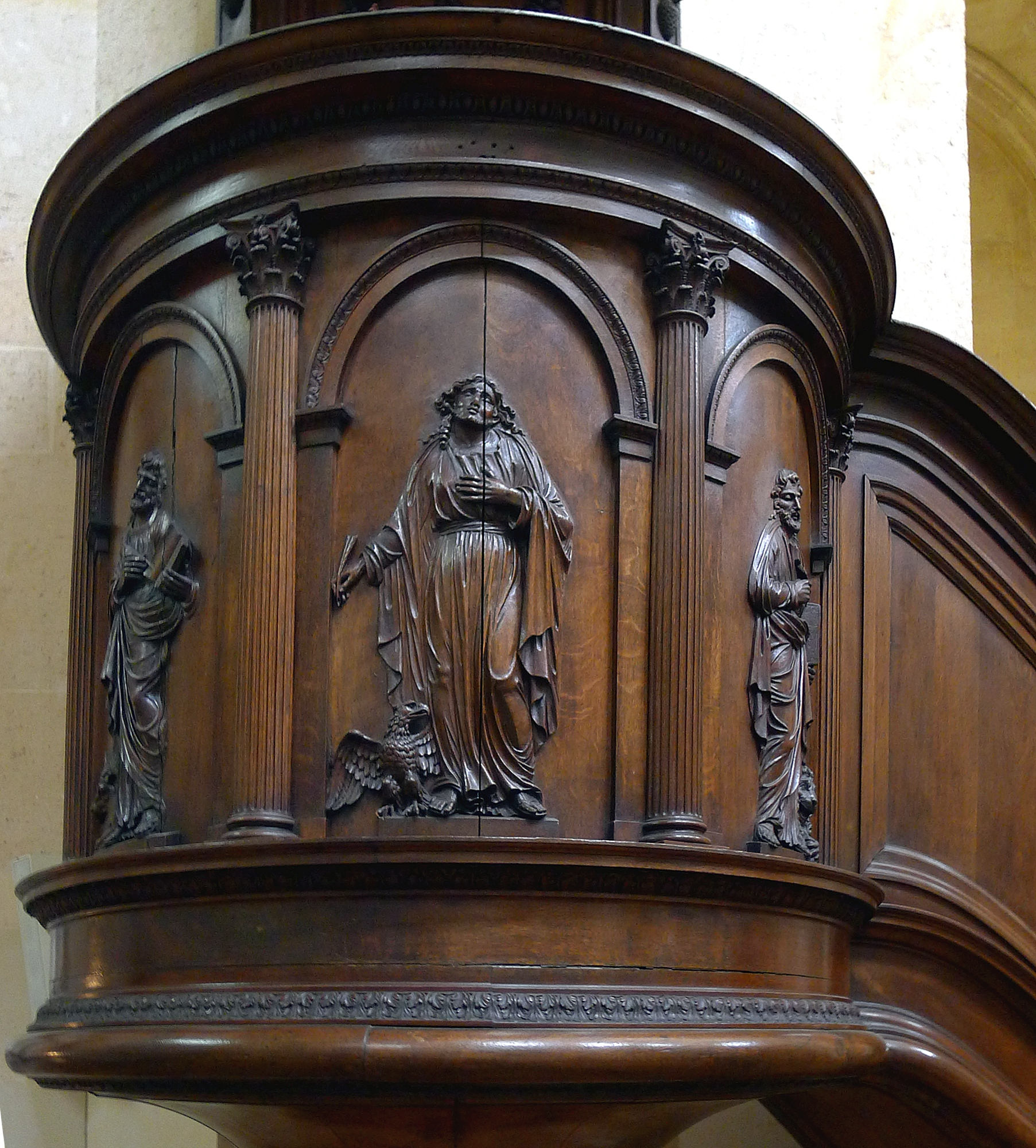
Chaire.

### Décoration

#### Peintures et sculptures
- Peintures murales de la coupole de Blondel (1841)
- Décor du plafond de la chapelle Saint-Louis par François Lemoyne
- Autel Saint Vincent de Paul (1848)
- Portrait de Saint Louis par Luc-Olivier Merson, dans la chapelle Saint-Louis (1887)
- Tableaux du Guerchin, Salvator Rosa, Jean Restout, Louis Lagrenée, Abel de Pujol, Louis-Vincent-Léon Pallière.
- Statue de la Vierge à l'Enfant de Gilles Guérin.

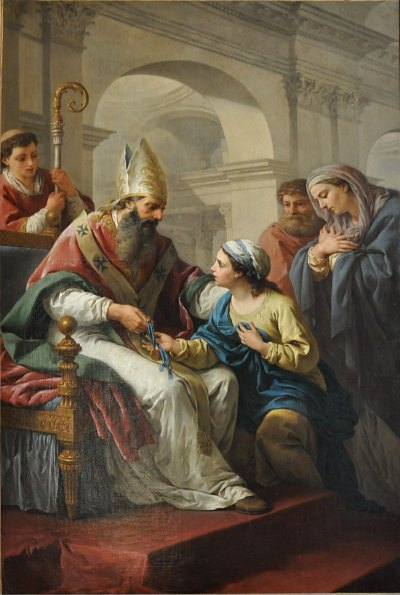
Saint Germain d'Auxerre donnant une médaille à sainte Geneviève de Louis Lagrenée (1771).
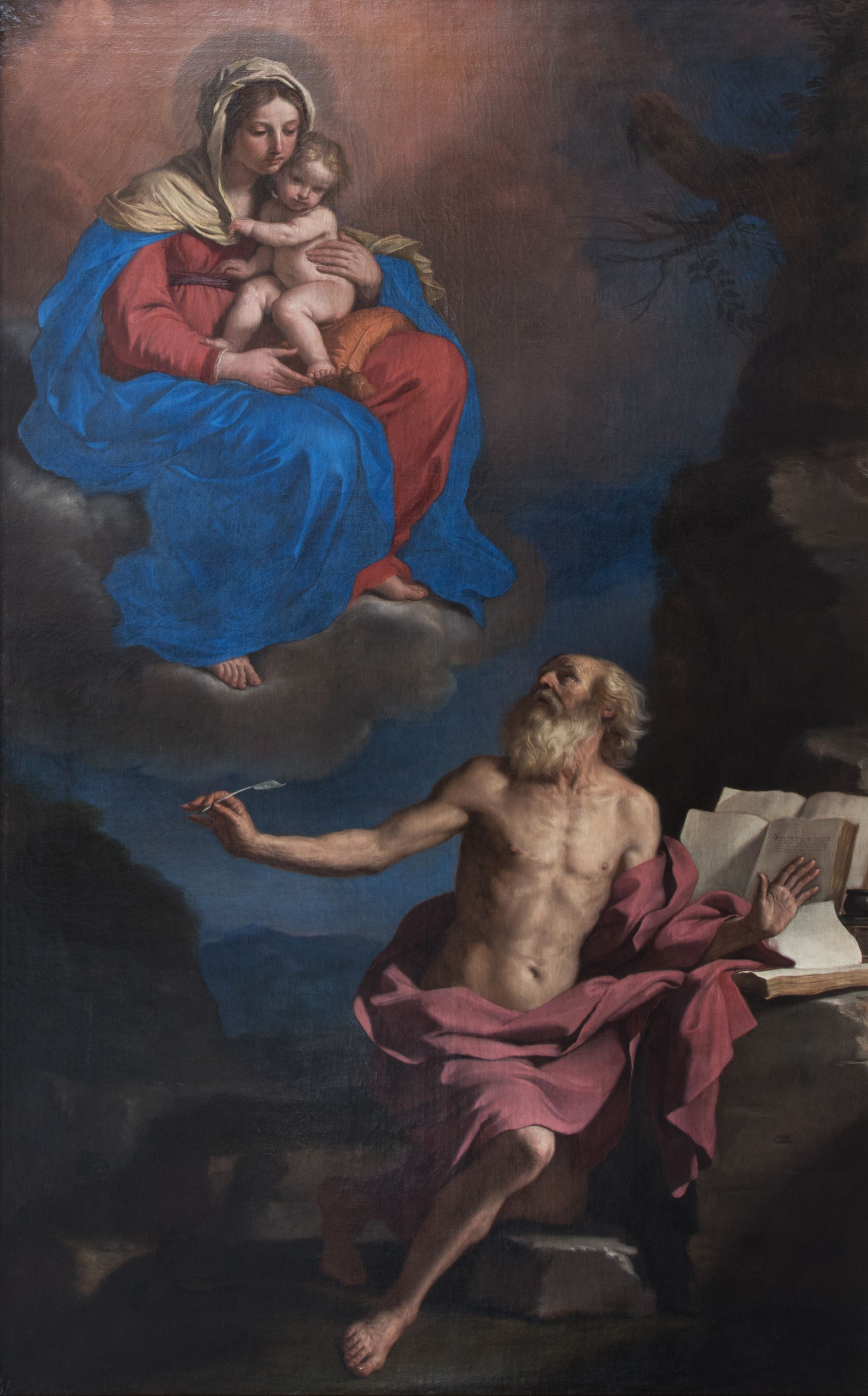
La Vierge apparaissant à saint Jérôme du Guerchin (1650).
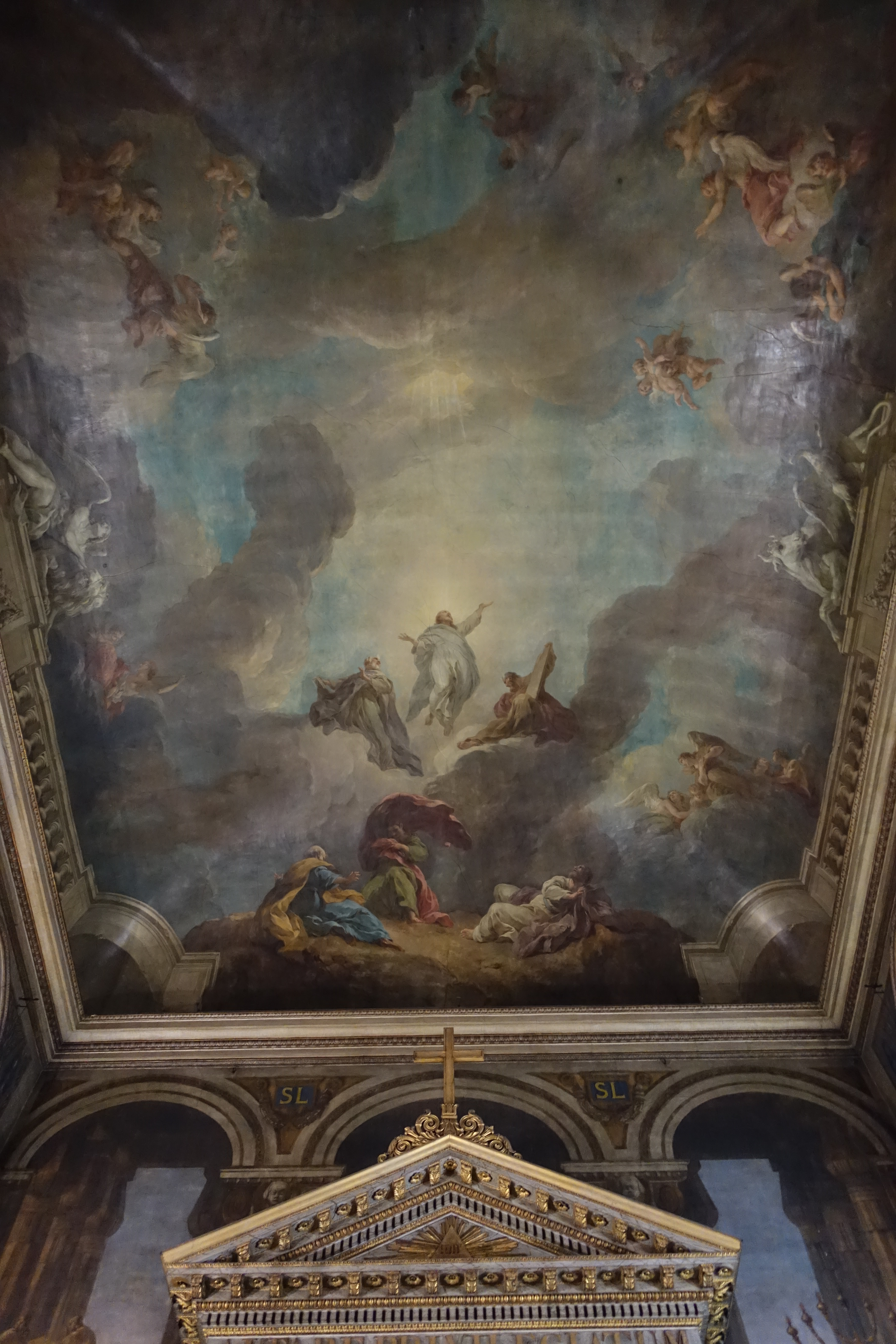
Plafond de la chapelle Saint-Louis par François Lemoyne.
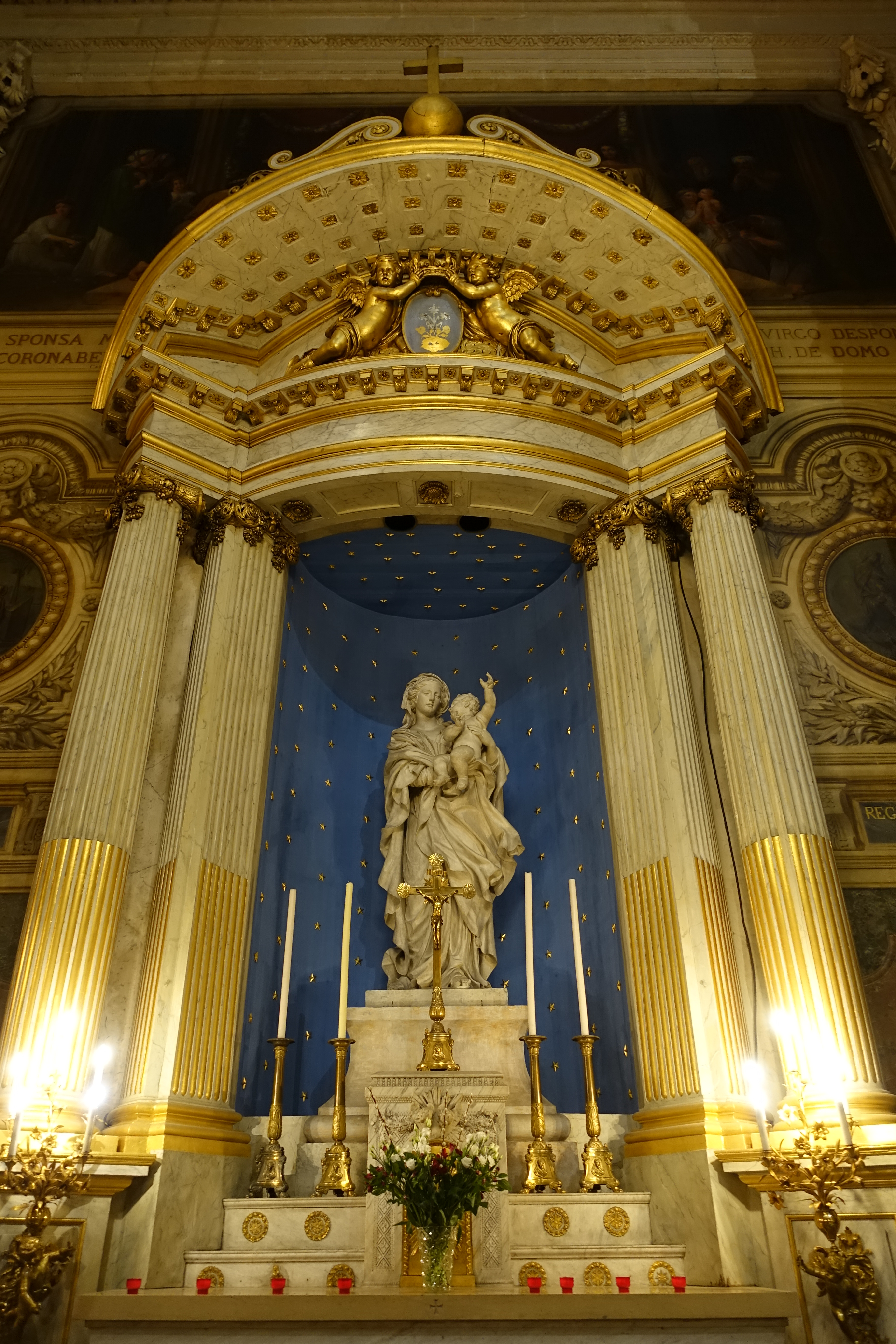
Chapelle de la Vierge avec une statue de Gilles Guérin.
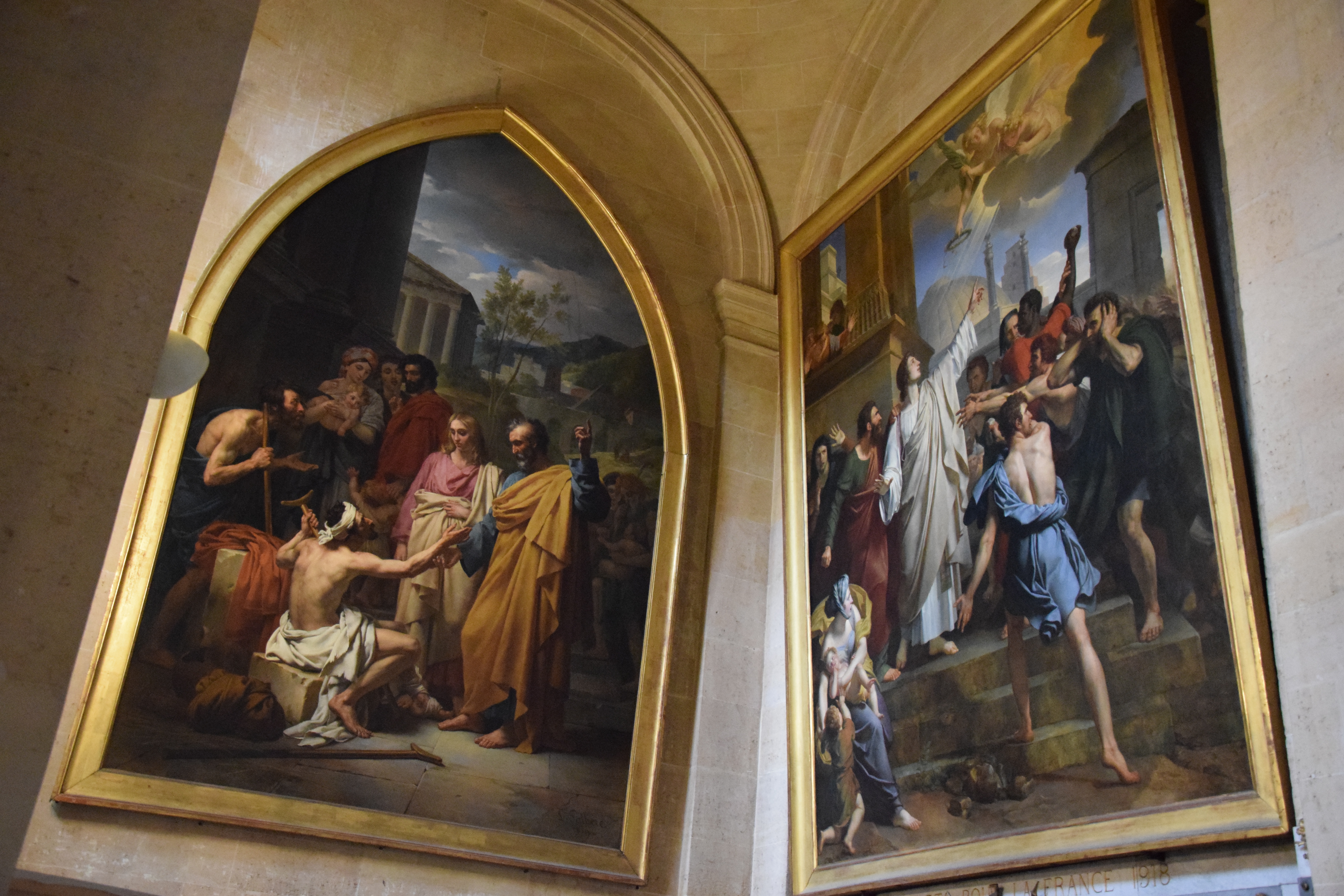
Saint Pierre guérissant un boiteux de Louis-Vincent-Léon Pallière (1819), et Saint Étienne prêchant l'Évangile d'Abel de Pujol (1817).

#### Vitraux
- Verrières par Édouard Didron et Langlade (1902)

#### Grandes orgues

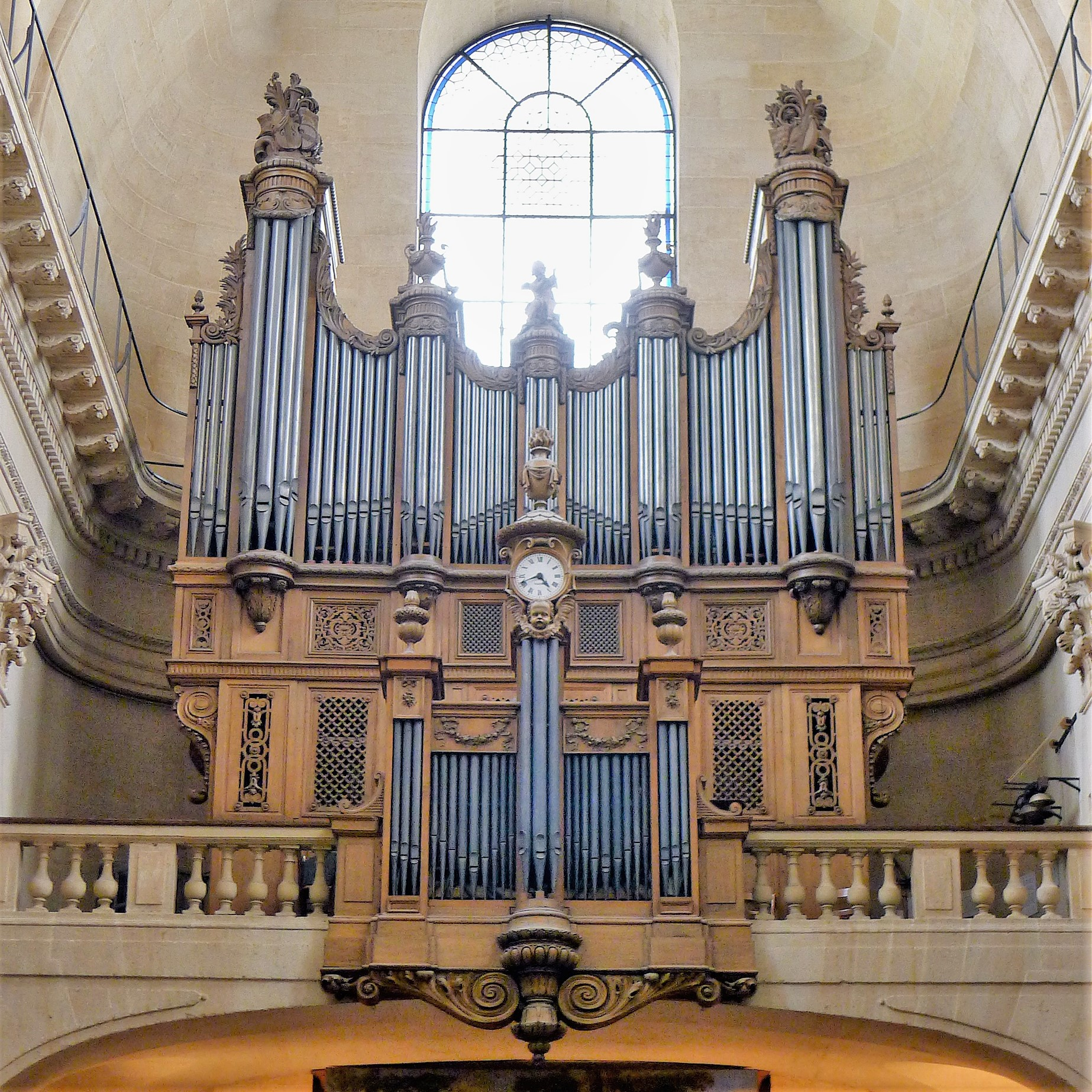
Orgue de tribune.

Grandes orgues originellement dues à François-Henri Clicquot (1771)

##### Organistes
- 1850 : Louis Chollet
- 1851 : Pierre-Edmond Hocmelle (1824-1895) avec Joseph Franck
- 1859 : Victor Verrimst (1825-?)
- 1860 : en janvier, A. Dhibaut
- 1860 : Alexis Chauvet, à l’orgue de chœur puis au grand orgue l’année suivante.
- 1912-1967 : l'abbé Anatole Levergeois (1876-1972), maître de chapelle et organiste pendant 55 ans
- 2019 :  Arsène Bedois, maître de chapelle et organiste émérite
- Actuellement :  Jean-Marc Leblanc, Vincent Genvrin

## Curés
- 1802 : Charles-André-Toussaint-Bruno de Ramond-Lalande, à la suite du concordat de 1801
- 1855-1895 : Romain-Pierre Ravailhe, vicaire puis curé pendant une trentaine d'années
- 1881 : l'abbé Arthur Mugnier, qui y est nommé vicaire
- Depuis 2015 : Mgr Jérôme Angot

## Événements
- 1818 : obsèques de Gaspard Monge.
- 26 octobre 1835 : mariage d'Alexis de Tocqueville à Mary Mottley[3].
- 13 novembre 1918 : obsèques de Guillaume Apollinaire[4].
- 1923: obsèques de Philippe Daudet.
- 1er février 1923 : obsèques de Roland Delachenal, membre de l’Académie des inscriptions et belles-lettres et secrétaire de la Société de l'histoire de France.
- 2010 (8 avril) : obsèques du prince Édouard de Lobkowicz.
- 2010 (13 août) : obsèques de l'acteur Bruno Cremer.
- 2013 (20 août) : obsèques de l'avocat français Jacques Vergès.
- 2017 (13 octobre) : obsèques de l'acteur Jean Rochefort.
- 2024 (26 mars) : obsèques de l'ancien ministre de la Culture Frédéric Mitterrand.

## Utilisation ou citation dans des œuvres
- L'intérieur de l'église sert de lieu de rendez-vous entre le personnage principal et un mercenaire dans l'épisode 16 de la saison 5 de la série télévisée Castle.
- Ryno de Marigny et Hermangarde de Polastron s'y marient dans Une vieille maîtresse, roman de Barbey d'Aurevilly.